# Столе Солбакен
Столе Солбакен (на норвежки: Ståle Solbakken е норвежки футболен треньор. Той вторият норвежец след Егил Олсен, тренирал английски футболен отбор – Улвърхемптън през сезон 2011/12.

## Кариера

### Кариера като футболист
Започва футболната си кариера през 1989 г. в отбора на ХамКам. Пет години по-късно преминава в Лилестрьом. От 1997 до 1998 г. преминава в английския Уимбълдън, където треньор е сънародника му Егил Олсен. След сезон 1997/98 се премества в Дания, подписвайки с местния Олборг. След края на Евро 2000 става част от ФК Копенхаген. С екипа на отбора от Копенхаген прекарва по-малко от сезон, тъй като през 2001 г. получава сърдечен удар по време на тренировка и дори изпада в клинична смърт за период от 7 минути.

### Кариера като треньор
Година след като приключва преждевременно кариерата си, Солбакен става треньор на ХамКам – отбора с който прави дебюта си в мъжкия футбол.
През 2006 г. поема ФК Копенхаген. За петте години, в които води лъвовете, той печели пет поредни титли на Дания, и успява на три пъти да достигне до Груповата фаза на Шампионската лига, като през сезон 2010-11 дори достига до 1/8-финалите на надпреварата. През следващия сезон е начело на английския Улвърхемптън. След това поема немския Кьолн, но и двата му престоя са неуспешни. През 2013 г. се завръща начело на ФК Копенхаген, като през сезон 2015/16 успява да спечели шестата си титла като треньор на този отбор.